# 三好康長
三好康長（？—1585年），是日本戰國時代的武將。三好氏、織田氏家臣，法名笑岩，是三好長秀之子，三好元長之弟，作為三好長慶的叔叔擔綱三好家有力的一門眾，曾參予久米田之戰、教興寺之戰立下顯赫戰功。長慶死後，加入三好三人眾陣營對抗松永久秀、織田信長，天正年間在三好三人眾徹底戰敗後，成為最後仍抵抗織田家的三好勢力。
直到天正三年（1575年）4月高屋城之戰戰敗後，透過松井友閑投降織田家，並獻上三日月葉茶壺，作為織田軍的一員在天正四年（1576年）參加天王寺砦之戰
後又勸服十河存保、安宅信康加入織田家陣營，根據《立入隆佐記》所載，天正9年（1581年）2月時三好康長被派往阿波，依照《南海治亂記》敘述，三好康長原先投降長宗我部家的兒子三好康俊聞訊後便率領岩倉城歸織田家，同年11月時三好康長又拿下夷山城，原屬長宗我部家的城將庄野兼時等人破壞城郭後棄城，三好康長將岩倉城跟夷山城兩地作爲根據持續招降三好家舊臣，如一宮城主一宮成助跟牛岐城主新開實綱就相繼跟三好康長內通，表示改投織田家。在天正10年（1582年）時據《阿州將裔記》所載，三好康長率數千騎進入阿波，被任命協助織田信孝進攻四國，織田信長也屬意將阿波一國交給三好康長，但織田信長突然死於本能寺之變，使三好康長被迫回歸河內國。
往後，三好康長依附羽柴秀吉，曾加入紀州攻伐，因為嫡男三好康俊和長宗我部元親作戰身亡，收了後來的豐臣秀次為養子，疑似在天正十三年（1585年）辭世。